# T-37A
El T-37A era un tanque ligero anfibio soviético. Frecuentemente es mencionado como el T-37, aunque esa designación perteneció a otro tanque que no pasó de la etapa de prototipo. El T-37A fue parte de la primera serie de tanques anfibios producidos en masa del mundo.
Este tanque fue creado en 1932, basado en la tanqueta británica Vickers y otros tanques anfibios operativos. Empezó a producirse en masa en 1933 y su producción cesó en 1936, cuando fue reemplazado por el más moderno T-38, que a su vez se basó en este. En total, se produjeron 2.552 T-37A después de cuatro años de producción, incluyendo los prototipos originales.
En el Ejército Rojo, fueron empleados para tareas de enlace, reconocimiento y como unidades defensivas sobre la marcha, así como para apoyar a la infantería en el campo de batalla. El T-37A fue empleado en grandes cantidades durante la invasión soviética de Polonia y la Guerra de Invierno contra Finlandia. Los soviéticos también emplearon este tanque al inicio de la Gran Guerra Patria, pero la mayoría fueron destruidos rápidamente. Los tanques anfibios sobrevivientes lucharon en primera línea hasta 1944, siendo relegados a entrenamiento y defensa auxiliar hasta el final de la Segunda Guerra Mundial.

## Historia y desarrollo
Las tanquetas Carden-Loyd Mk.VI de la Carden-Loyd Tractors, Ltd. fueron lo suficientemente prometedoras, a tal punto que la empresa fue comprada por la Vickers-Armstrong. Esta última desarrolló tanques ligeros anfibios según las especificaciones del Alto Mando británico (A4E11, etc.). En abril de 1931, la Vickers-Armstrong llevó a cabo varias pruebas exitosas de estos vehículos ante la prensa. La publicación en la prensa del tanque y las pruebas llamaron la atención del Departamento de Motorización y Mecanización del Ejército Rojo (UMMRKKA), ya que el pequeño tanque era adecuado a las nuevas políticas sobre armamento del Ejército Rojo, así como ser un posible reemplazo de la vieja tanqueta T-27, la cual nunca se desempeñó bien en combate. 
El departamento de diseño de la fábrica Bolshevik de Leningrado empezó su desarrollo empleando como referencia los periódicos con información sobre la tanqueta británica, así como fotografías y especificaciones técnicas suministrados por la Sociedad Cooperativa Rusa.[cita requerida] Basándose en estos datos, los ingenieros soviéticos hallaron que el motor de la tanqueta Carden-Loyd era el de un tractor ligero producido por la compañía, por lo cual la disposición general debía ser similar. En consecuencia, se inició el programa Selezen (Селезень, ánade en ruso) para construir un tanque anfibio similar con una disposición basada en el prototipo británico. 
El primer prototipo Selezen, designado como T-33, fue construido en marzo de 1932 y demostró tener una buena flotabilidad durante las pruebas. Sin embargo, el T-33 no se desempeñó satisfactoriamente en otras pruebas y era demasiado complejo de producir por las fábricas existentes. En consecuencia, no fue producido en masa ni suministrado en grandes cantidades.

### T-41 y T-37
Incluso antes de la construcción del T-33, se decidió incrementar el trabajo dedicado a crear un tanque anfibio. Además de la fábrica de Leningrado, la Fábrica Número 2 del Sindicato Automotriz Soviético, que ya estaba produciendo vehículos blindados para el Ejército Rojo, fue relegada al desarrollo y producción de vehículos blindados anfibios. En consecuencia, en la Fábrica Número 2, bajo la supervisión de N. N. Kozyrev se produjo el tanque anfibio T-41, que pesaba 3,5 t y empleaba el motor del camión GAZ-AA, que estaba basado en el motor de la T-27. 
La transmisión era casi igual a la de la T-27 y para impulsar la hélice, se añadió un embrague de engranaje rígido. Debido a su construcción, para poder impulsar la hélice era preciso detener el tanque y apagar el motor. El chasis era, en parte, prestado del T-33 y las orugas eran las de la T-27. Igualmente, los fabricantes de Leningrado continuaron el desarrollo de un tanque anfibio más adecuado, designando a su último modelo como el "T-37". Este tenía el mismo motor del camión GAZ AA que el T-41, la misma transmisión, amplio uso de piezas automotrices y un chasis Krupp, obtenido por los ingenieros soviéticos gracias a un intercambio tecnológico con la República de Weimar. Aunque el T-41 se produjo en pequeñas cantidades para el Ejército Rojo, al T-37 se le negó la producción después de ser probado en polígonos y en combate debido a varios fallos menores y a un incompleto proceso de desarrollo.

### Tratos con la Vickers
Mientras tanto, surgió una oportunidad para analizar completamente el prototipo británico. El Ejército británico rehusó adoptar en servicio el prototipo de la Vickers (a pesar de que ya los había empleado como vehículos de prueba), por lo que la compañía decidió buscar clientes extranjeros. Ya interesada desde las pruebas de abril de 1931, el 5 de febrero de 1932 la Unión Soviética hizo una oferta a través del representante de la SCR Y. Skvirskiy, para comprar ocho vehículos. Las conversaciones sobre la orden no se estancaron y para junio de 1932, la Vickers ya había producido y enviado dos de los primeros tanques a la Unión Soviética.

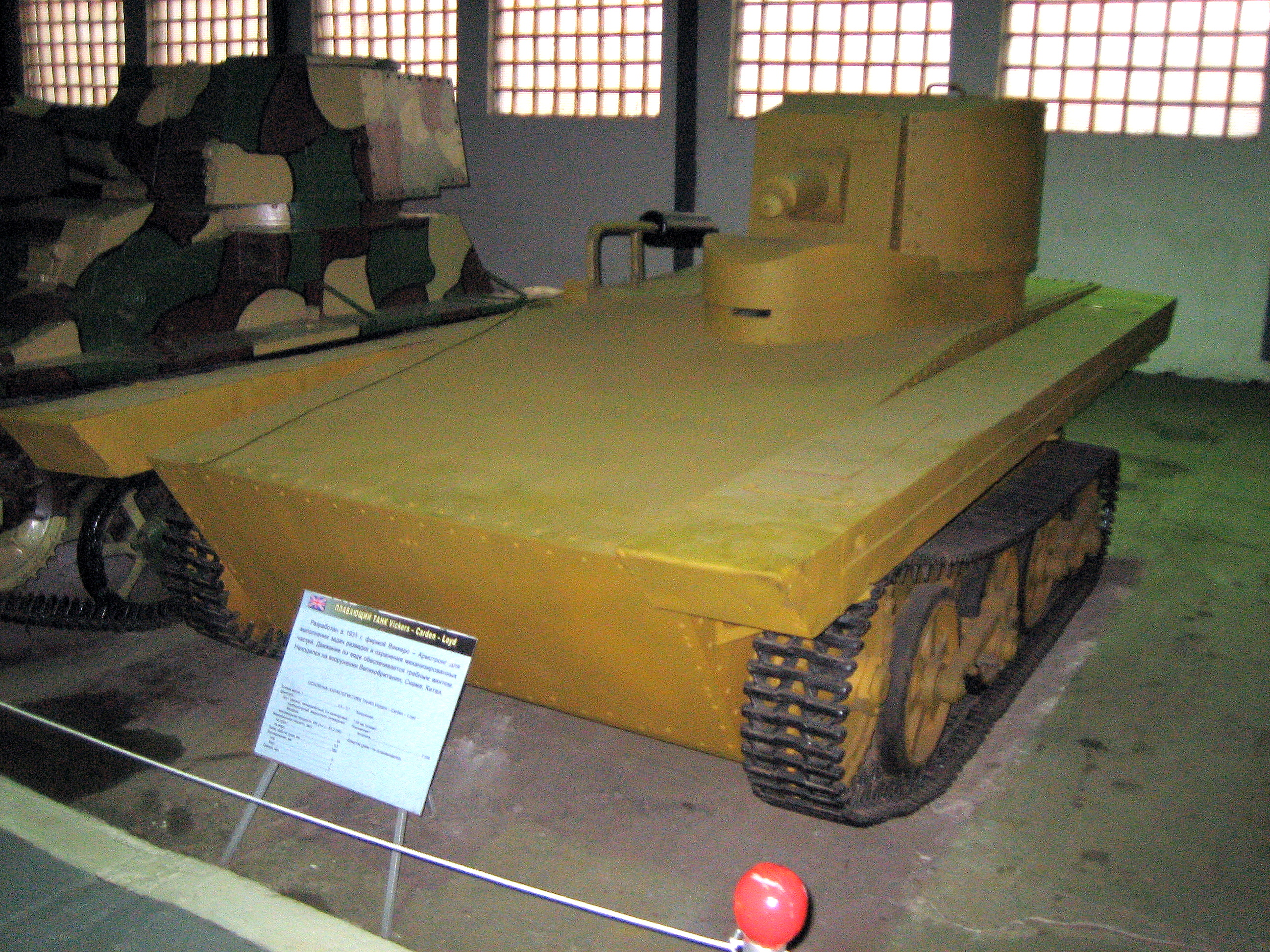
El tanque anfibio Vickers-Carden-Loyd del Museo de tanques de Kubinka.

Es una extendida creencia que el T-37A fue una copia del tanque anfibio Vickers, tomándose en cuenta la compra de tales tanques por la Unión Soviética. Sin embargo, un examen detallado del curso de los eventos lleva a descartar esta teoría, aunque es cierto que los prototipos del T-37A fueron muy influenciados por los tanques británicos. Nikolai Astrov, un ingeniero soviético que trabajó arduamente en los prototipos del T-37A, escribió en sus memorias que "sea la paz con el T-37A, nacido “Vickers-Carden-Loyd”".

## Producción de serie
Incluso antes de fines de 1932, el Alto Mando del Ejército Rojo estaba planeando ordenar 30 T-37A. Para poder facilitar una producción más rápida, a la Fábrica Número 37 (antes la Fábrica Número 2 del Sindicato Automotriz Soviético) se le encargó toda la producción relacionada con el T-37, así como la del tanque británico Vickers. En 1933, la Fábrica Número 37 recibió una orden de 1.200 T-37A. Sin embargo, los hechos que siguieron mostraron el excesivo optimismo mostrado por el liderazgo del sindicato a cargo de la fábrica. El propio sindicato se formó como un órgano de gobierno para coordinar esfuerzos a gran escala en el desarrollo de vehículos blindados en una serie de fábricas a lo largo del país, teniendo un papel significativo en llevar a cabo con éxito esta tarea. Pero a inicios de 1933 no pudo superar el estado "antediluviano" de las maquinarias de la Fábrica Número 37, como confirma M. N. Svirin, solamente con medidas organizativas.

### Problemas de producción
Debido a su diseño, el T-37A era mucho más complejo que la tanqueta T-27, lo cual causó de inmediato problemas no solo a la Fábrica Número 37, sino a su subcontratista - la Fábrica de Locomotoras Eléctricas de Podolsk, que estaba produciendo los cascos de los nuevos T-37A. Además, en 1933 la tanqueta T-27 todavía estaba siendo producida, lo cual complicaba la falta de recursos necesarios para producir ambos vehículos simultáneamente. Esto solamente empeoró la situación y retrasó la entrada en servicio del T-37A. La tecnología para producir planchas de blindaje de acero cementado estampado en la fábrica de Podolsk era completamente tosca; el resultado deseado tuvo que lograrse empleando métodos primitivos e improvisados. Finalmente, en la primera mitad de 1933 la Fábrica Número 37 construyó 30 tanques anfibios (12 de los cuales eran T-41) en lugar de los 255 necesarios para cumplir el plan establecido. Mijaíl Tujachevski, el Comisario de Defensa Popular de aquel entonces, escribió en su informe “Sobre el avance del cumplimiento del programa de tanques en la primera mitad de 1933”:

Motivos para el incumplimento [del]… programa del tanque T-37:
- Fallo de la fábrica “Podolsk KrekIng” en producir los cascos;
- Un proceso tecnológico de producción no probado y sin refinar;
- Acero estampado de calidad insatisfactoria…

… La fábrica de Podolsk.  El programa para producir los cascos de la T-27 fue completado. El programa del T-37A, en lugar de los 250, solamente produjo un casco funcional en esta mitad del año. El principal motivo de esta situación es la transferencia [de los cascos] al estampado y cementación sin ninguna medida preventiva y preparativa seria. En este momento, puede decirse que la fábrica ha dominado el proceso de estampado. La finalización del programa depende del suministro a tiempo de planchas de blindaje de la Fábrica Kulebakskiy antes de mayo. No puede producir y enviar el blindaje en junio debido a una escasez de aleaciones de hierro. Actualmente, la fábrica tiene los materiales necesarios y ha empezado a producir una plancha de blindaje…

La situación no cambió durante la segunda mitad de 1933; el Alto Mando del Ejército Rojo y el directorio del Spetzmashtrest, el sindicato estatal, exigieron que la Fábrica Número 37 produzca grandes cantidades del T-37A, esperando recibir no más de 800 tanques. En realidad, solo se produjeron 126 T-37A para el 1 de enero de 1934, dos de los cuales estaban equipados con radio. Algunos de los tanques participaron en un desfile militar en la Plaza Roja de Moscú el 7 de noviembre de 1933. Los primeros T-37A no se distinguían de aquellos producidos en serie - a los primeros les faltaban los escudos rompeolas y los flotadores.
En 1934, el directorio del Spetzmashtrest centró su atención en mejorar las condiciones de las fábricas donde se producían los tanques. Se compraron maquinarias extranjeras para las dos nuevas naves de la Fábrica Número 37, además de incrementar el número de obreros y personal técnico. Sin embargo, estas medidas no mejoraron la situación; el número de tanques ensamblados era mucho menor que el planificado. El Departamento de Motorización y Mecanización del Ejército Rojo observó la insuficiencia técnica y administrativa de la Fábrica Número 37, así como una falta de planificación durante el proceso de producción y aplicar mejoras sobre la marcha. En consecuencia, a mediados de 1934 hubo un cambio en la dirección de la fábrica y solamente a fines del mismo año hubo una tendencia positiva en el proceso de fabricación. Además, en 1934 se le hicieron ligeros cambios al diseño del T-37A: el espesor del blindaje lateral y frontal fue incrementado a 10 mm, las piezas curvas de la popa de los cascos fueron reemplazadas por piezas estampadas y los flotadores sobre las orugas fueron abiertos y rellenados con corcho, debido a que anteriormente eran huecos.
La producción de los cascos continuó siendo un factor limitante en 1935. La Fábrica de Locomotoras Eléctricas de Podolsk constantemente fallaba en cumplir los planes de producción de piezas en cantidades adecuadas. Para resolver este problema, el año anterior, se decidió subcontratar a la Fábrica Izhorsky de Leningrado para incrementar la producción de cascos. Pero esta fábrica, a pesar de tener una considerable capacidad, se le había encomendado producir automóviles blindados para la Armada Soviética, así como cascos para las fábricas de Leningrado encargadas de producir automóviles blindados, tanques T-26 y T-28. En consecuencia, la mayoría de cascos de los T-37A fueron enviados a la Fábrica Número 37 desde Podolsk. Los cascos de diversos fabricantes eran producidos mediante varios métodos: los cascos de Izhorsk eran soldados, mientras que los de Podolsk eran remachados. Para una solución permanente a la producción de cascos para tanques anfibios, los ingenieros los reestructuraban y modificaban la ubicación de los motores.

### Desfile conmemorativo de noviembre de 2011
Un destacamento de tanques, incluyendo tres T-37A, desfiló en la Plaza Roja el 7 de noviembre de 2011 para conmemorar el 70 aniversario del famoso desfile de 1941.

## Usuarios
- Unión Soviética
- Alemania nazi: empleó una pequeña cantidad de tanques capturados.[15]
- Finlandia: capturó 29 tanques.[16]
- Hungría: empleó algunos tanques capturados.[15]
- Rumania: capturó al menos 19 tanques.[15]
- Suecia: Un tanque.[15]
- Turquía: Un tanque.[16]

## Variantes
- T33 - prototipo
- T37 - versión de preserie, pero solo se produjeron 70 ejemplares. Pesaba 2,9 toneladas, con una longitud 3,3 metros y una anchura de 1,74 metros.
- T37A - versión de serie (1909 ejemplares producidos).
- T37RT - equipado con una estación de radio 71-TK-1 (643 ejemplares producidos)
- OT37 - tanque lanzallamas basado en el T37A (75 ejemplares), armado con un lanzallamas KS-1 (18 recargas) y una ametralladora DT de 7,62 mm (2.140 cartuchos).